# Trichosirocalus barnevillei
Trichosirocalus barnevillei är en skalbaggsart som först beskrevs av Jean Charles Marie Grenier 1866.  Trichosirocalus barnevillei ingår i släktet Trichosirocalus, och familjen vivlar. Arten är reproducerande i Sverige.